# Mompha gelechiformis
Mompha gelechiformis é uma espécie de mariposa do gênero Mompha pertencente à família Coleophoridae.